# Octarrhena spathulata
Octarrhena spathulata là một loài thực vật có hoa trong họ Lan. Loài này được (Schltr.) Schuit. mô tả khoa học đầu tiên năm 2003.